# Querétaro Fútbol Club Femenil
El Querétaro Fútbol Club Femenil es un equipo de fútbol mexicano femenil con sede en Querétaro, Querétaro, México. El equipo juega en la Liga MX Femenil. Es la rama femenil del Querétaro FC varonil.

## Historia

### Origen
La rama femenil del Querétaro FC fue creada en el 2017, como consecuencia de la decisión tomada en la asamblea de dueños de los equipos de la Liga Bancomer MX, quienes el 5 de diciembre del 2016 anunciaron la creación de la Primera División Femenil de México (más conocida como Liga MX Femenil), que se conformaría por equipos femeniles de cada uno de los clubes que participan en la Liga MX, contando con al menos 21 jugadoras cada uno, y que arrancaría en el siguiente año futbolístico a partir de julio de 2017. 
En enero de 2017, se comenzó el proceso de visorías, iniciando estas el 15 de enero con la participación de poco más de 500 jugadoras provenientes no solo de Querétaro, sino de todo el país buscando la oportunidad de participar en la nueva liga. El proceso de selección y conformación del plantel concluiría durante los meses de marzo y abril, por lo que el club determinó no participar dentro de la Copa MX Femenil, la cual sería la primera competición femenil de índole profesional en el país, y que se realizó en mayo de 2017. Ante el poco tiempo existente entre la conformación del plantel y la realización de la Copa MX, el equipo de "Gallos Femenil" se presentaría hasta el inicio del Apertura 2017.

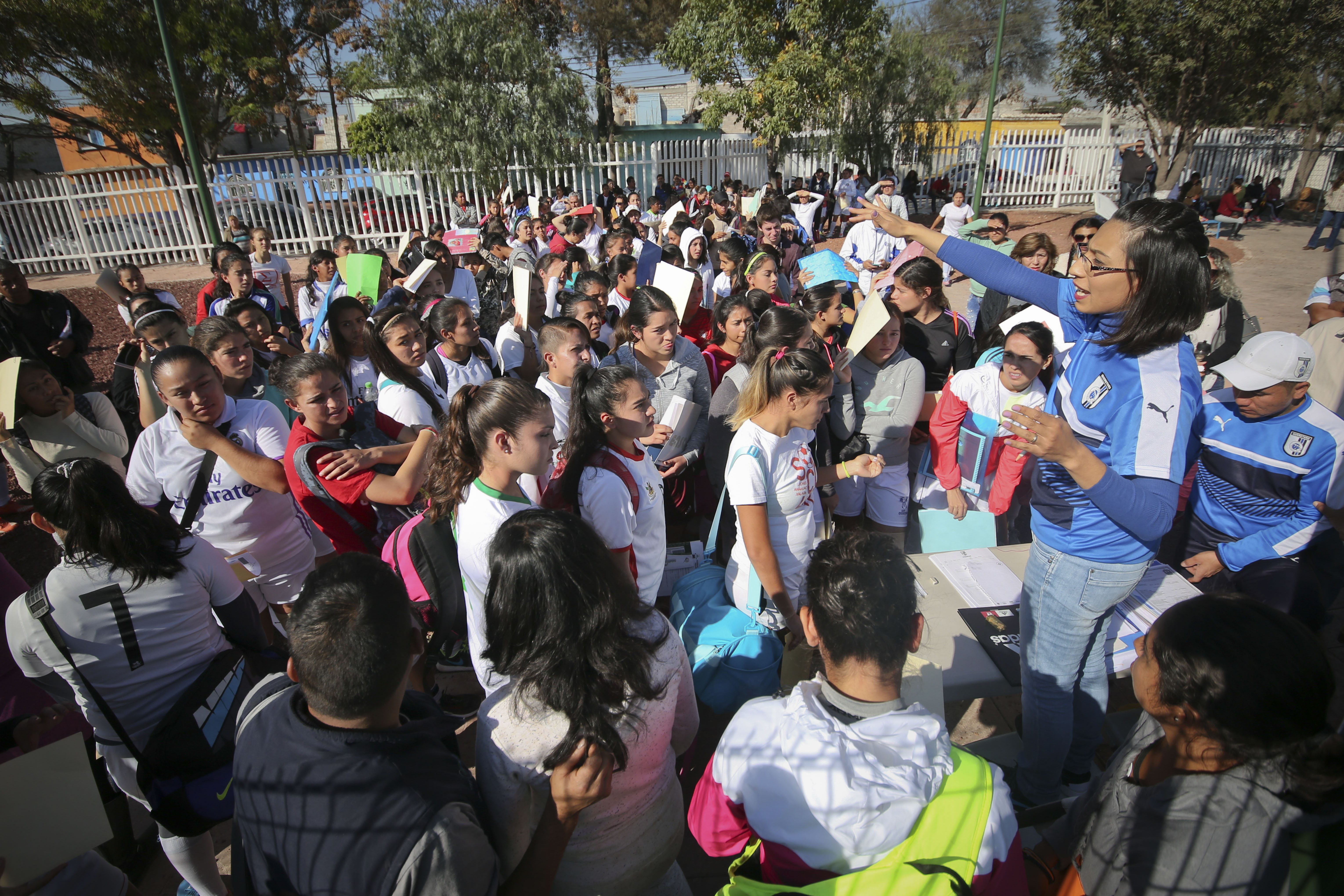

Del grupo inicial de jugadoras que participaron en las visorías se conformó un grupo de 40 semifinalistas, de las cuales finalmente se seleccionarían a 24 jugadoras para integrarse como el primer plantel en la historia de Gallos Femenil.

### Fundación
El 4 de julio de 2017, en las instalaciones del Estadio Corregidora, Arturo Villanueva (Presidente Admisnitrativo) y Joaquín Beltrán (Presidente Deportivo), hicieron la presentación oficial del equipo por parte del Querétaro a los medios de comunicación, en donde se conoció el nombre de los integrantes del cuerpo técnico y del plantel.
"Este es un día importante para nuestra institución, es el nacimiento oficial de nuestro equipo femenil. Ha sido complicado pero vamos paso a paso en este proceso que ha valido la pena", señaló Joaquín Beltrán, presidente deportivo de la institución.
Para iniciar este proyecto se designó a Marco Antonio Zamora como "Director Técnico" del equipo, quien conformaría el primer cuerpo técnico del plantel con Jorge Camacho Armenta (Auxiliar Técnico), Guillermo Arellano Acero (Preparador Físico), Alba Lucía Moreno Rosales (Doctora), María Aurora Cárdenas González (Fisioterapeuta), Marisol Valeria Hernández Oviedo (Masajista) y Sergio Alfredo Domínguez (Utilero).
El plantel de Gallos Femenil se conformó por Adriana Abigail García Hernández, Alma Verania López Almaraz, Ana Paola Ortega Alvízar, Andrea Guadalupe Romero Olivares, Camila Franco Castañeda, Camila Rosales Zorrilla, Daniela Regina Vázquez Saucedo, Itzel Montes Flores, Ivonne Yaqueline Santillana Ávila, Jaqueline de la Rosa Machado, Jocelyne de la Rosa Machado, Karen Melina Vázquez Álvarez, Karla Alejandra Pérez Santana, Karla Patricia Padilla Martínez, Karym Iturbe García, Lorena Rangel Badillo, Lucero Zavala Rangel, Luz María Ruíz Galván, María Isabella Moreno Callejas, Mariana Hernández Valverde, Natalia Acuña Soto, Paola Estefanía Alemán Rostro, Stephanie Lizeth Rodríguez Rodríguez y Verónica Pérez Santana.

### El Primer Partido
El primer partido que disputó Gallos Femenil fue el 29 de julio de 2017, cuando recibieron en el CEGAR a las Felinas de Tigres de la U.A.N.L. en un partido que culminaría con un marcador de 0-0. Ante la expectativa que causó la creación del equipo y el nacimiento de la nueva liga, poco menos de 5 mil aficionados se dieron cita para disfrutar del histórico primer partido, siendo las gradas del CEGAR insuficientes, por lo que gran parte del público se sentó a un costado del campo, y otros de pie sobre los accesos, convirtiendo aquello en una de las mejores entradas a un duelo de fútbol que se halla disputado en el Centro Gallos de Alto Rendimiento. 
El cuadro titular de Gallos Femenil para esta primera ocasión en su historia se conformaría por Stepahnie Rodríguez, Alma López, Lucero Zavala, Ivonne Santillán, Verónica Pérez, Isabella Moreno, Andrea Romero, Karen Vázquez, Luz Ruíz, Daniela Vázquez, y Camila Franco, destacando esta última al ser una de las arqueras más jóvenes en la liga debutado con apenas 14 años de edad.

## Instalaciones
Las Queretanas jugaron la jornada 1 en el CEGAR, pero fue en la jornada 4, luego de 2 visitas, que se les permitió tener sus partidos en el Estadio Corregidora, en su primer partido en el estadio recibieron al Guadalajara, en donde cayeron por el marcador de 1-3. En 2021, el equipo abandonó el Estadio Corregidora para pasar a jugar en el Estadio Olímpico Alameda.

### Estadio Olímpico
El Estadio Olímpico Alameda, anteriormente Estadio Municipal de Querétaro, es un estadio olímpico con pista de atletistmo y cancha de fútbol localizado en la ciudad de Querétaro. Cuenta con una capacidad para albergar a 4,600 espectadores y fue inaugurado el 29 de septiembre de 1939. En 2019 el inmueble original fue demolido para su reconstrucción, la cual fue finalizada en 2021 y se inauguró el 26 de marzo del mismo año. A partir del Clausura 2022 se convirtió en la sede del Querétaro FC Femenil, por lo que es el primer club de la liga en tener un estadio de fútbol dedicado para el uso la escuadra femenil, a diferencia del resto de clubes de la liga que utilizan los mismos estadios que los equipos masculinos o las instalaciones de entrenamiento de los clubes.

### Estadio Corregidora
El Estadio Corregidora se ubica en la ciudad de Querétaro. Es sede del Querétaro FC varonil, equipo de la Liga MX. También fue sede de los Cobras de Querétaro (1986-87), el Atlante (1989-90), el TM Gallos Blancos durante 12 juegos de la temporada 1994-95, después de que el Tampico-Madero se mudara del Estadio Tamaulipas por problemas de arrendamiento y de los Pumas de la UNAM entre 1999 y 2000 durante la huelga estudiantil. Fue nombrado así en honor de la heroína de la Independencia de México, Doña Josefa Ortiz de Domínguez, esposa del corregidor de Querétaro, Miguel Domínguez.

### CEGAR
El Centro Gallos de Alto Rendimiento (CEGAR) es un complejo deportivo propiedad del Querétaro, ubicado en la Avenida 10 S/N, Lomas de Casa Blanca, 76080 Querétaro, Querétaro.
Usualmente, las instalaciones son utilizadas por el primer equipo varonil, para entrenamientos y partidos amistosos en pretemporada, aunque también es utilizada por las categorías inferiores (sub-15, sub-17 y sub-20).

## Derechos de Transmisión
Aunque el equipo de los Gallos Blancos de Querétaro sea propiedad de la televisora mexicana Imagen Televisión, los partidos de la Femenil son transmitidos por TVC Deportes por los canales; en Megacable, Canal 315 (SD), Canal 316 (TVC Deportes 2), Canal 1315 (HD), en NRT Monclova por el Canal 39, por Cable Plus canal 74, Totalplay por el canal 575, en izzi, canal 517 (SD) y canal 907 (HD), en Telecable de Teleradio por el Canal 30 y en Estados Unidos por Time Warner Cable en el canal 441.
Desde el Apertura 2018, los partidos de local de las Queretanas se juegan (normalmente) los viernes a las 16:00hrs, complicando para muchos aficionados el poder asistir.

## Indumentaria

### Proveedor
| Período     | Proveedor |
| ----------- | --------- |
| 2017 – 2020 | Puma      |
| 2020 – 2023 | Charly    |
| 2024 – 2025 | Keuka     |

### Patrocinadores
| - Caliente - Bohn - Afirme - Pedigree - Harinera Monarca - Red Cola - Megacable - Conspiradores de Querétaro - Snickers | - Perdura - Petro Figue's - Ciudad Maderas - M&M's - Tim Hortons - Prepa IDEL - Grupo Sayer - H-E-B - Fox Sports | - Caja Morelia Valladolid - Idaly Medical - Pack3000 - Garmo Click - Tecate - Electrolit - Central de Abastos Xentral - Krispy Kreme |

## Jugadoras

### Altas y bajas: Clausura 2024
Fecha de actualización: 8 de junio de 2024
| Altas    | Altas    | Altas       |
| Jugadora | Posición | Procedencia |
| -------- | -------- | ----------- |

 En Pretemporada existen jugadoras del equipo piloto, se contemplarán como altas si son registradas para el torneo.
| Bajas             | Bajas            | Bajas        |
| Jugadora          | Posición         | Destino      |
| ----------------- | ---------------- | ------------ |
| Alberto Arellano  | Director técnico | Agente libre |
| Mirelle Arciniega | Mediocampista    | Agente libre |
| Jennie Lakip      | Delantera        | Agente libre |
| Daniela Sánchez   | Delantera        | Agente libre |
| Lía Martínez      | Delantera        | Agente libre |
| Natalia Penagos   | Delantera        | Agente libre |
| Afrodita López    | Delantera        | Agente libre |

Existen casos de jugadoras que estaba en el equipo piloto y fichan para otro equipo, la jugadora se considerará baja las que debutan en liga.

### Fuerzas Básicas

#### Sub-19
- La jugadora ya debutó en Primera División.

### Jugadoras internacionales
| Selección                                  | Categoría | Jugadoras     | #     |
| ------------------------------------------ | --------- | ------------- | ----- |
| México                                     | Sub-20    | Lía Martínez  | (1)   |
| Paraguay                                   | Absoluta  | Deisy Ojeda   | 1 (1) |
| Uruguay                                    | Absoluta  | Solange Lemus | 1 (1) |
| Fecha de actualización: 23 de mayo de 2024 |           |               |       |

Se consideran jugadoras internacionales si han recibido llamado a selecciones nacionales en los últimos 12 meses. Con negritas se muestran aquellas jugadoras que han sido llamadas en la última convocatoria.

## Plantillas Importantes

### 11 Inicial en Liga
Querétaro Femenil inicia su participación en la Liga MX Femenil el 29 de julio de 2017 en el Centro Gallo de Alto Rendimiento, empatando 0-0 con Tigres de la UANL.
| Alineación: - Camila Franco - Ivonne Santillán - Verónica Pérez - Lucero Zavala - María Moreno - Alma López - Stephanie Rodríguez - Luz Ruíz - Karen Vázquez - Andrea Romero - Daniela Vázquez - D.T. Marco Zamora |  | C. Franco I. Santillán V. Pérez L. Zavala M. Moreno A. López S. Rodríguez L. Ruíz K. Vázquez A. Romero D. Vázquez |

### 1erPartido de Liguilla
Gallos Femenil inicia su participación en la fase final de la Liga MX Femenil en los cuartos de final del torneo Apertura 2020 el 27 de noviembre de 2020 en el Estadio Corregidora, cayendo 2 a 1 ante el Atlas Fútbol Club. El gol a favor fue de Fátima Servín (71').
| Alineación: - Diana García - Jazmín Enrique - Dulce Valente - Valeria Miranda - Alondra Camargo - Alejandra Calderón - Karym Iturbe - Mayra Santana - Fátima Servín - Lizette Rodríguez - Leidy Ramos - D.T. Carla Rossi |  | D. García J. Enrique D. Valente V. Miranda A. Camargo A. Calderón K. Iturbe M. Santana F. Servín L. Rodríguez L. Ramos |

## Estadísticas

### Primera División
Actualizado al último partido disputado el: 4 de mayo de 2024
| TORNEO        | PJ  | PG | PE | PP  | GF  | GC  | DIF  | PTS | POSICIÓN                                     | LOGRO                                        | EFE (%) |
| ------------- | --- | -- | -- | --- | --- | --- | ---- | --- | -------------------------------------------- | -------------------------------------------- | ------- |
| Apertura 2017 | 14  | 5  | 2  | 7   | 19  | 29  | -10  | 17  | 10.º                                         | –                                            | 40.5    |
| Clausura 2018 | 14  | 5  | 3  | 6   | 21  | 32  | -11  | 18  | 10.º                                         | –                                            | 42.9    |
| Apertura 2018 | 16  | 4  | 5  | 7   | 16  | 32  | -16  | 17  | 11.º                                         | –                                            | 35.4    |
| Clausura 2019 | 16  | 1  | 3  | 12  | 17  | 43  | -26  | 6   | 18.º                                         | –                                            | 12.5    |
| Apertura 2019 | 18  | 5  | 5  | 8   | 15  | 32  | -17  | 20  | 13.º                                         | –                                            | 37      |
| Clausura 2020 | 10  | 0  | 3  | 7   | 5   | 27  | -22  | 3   | Suspendido debido a la pandemia por COVID-19 | Suspendido debido a la pandemia por COVID-19 | 10      |
| Apertura 2020 | 21  | 8  | 5  | 8   | 28  | 28  | 0    | 29  | 7.º                                          | Semifinales                                  | 46      |
| Clausura 2021 | 17  | 6  | 1  | 10  | 21  | 27  | -6   | 19  | 11.º                                         | –                                            | 37.3    |
| Apertura 2021 | 17  | 4  | 4  | 9   | 19  | 23  | -4   | 16  | 14.º                                         | –                                            | 31.4    |
| Clausura 2022 | 17  | 5  | 3  | 9   | 16  | 29  | -13  | 18  | 12.º                                         | –                                            | 35.3    |
| Apertura 2022 | 17  | 3  | 3  | 11  | 16  | 31  | -15  | 12  | 15.º                                         | –                                            | 23.5    |
| Clausura 2023 | 17  | 4  | 6  | 7   | 11  | 16  | -5   | 18  | 12.º                                         | –                                            | 35.3    |
| Apertura 2023 | 17  | 6  | 3  | 8   | 25  | 28  | -3   | 21  | 12.º                                         | –                                            | 41.2    |
| Clausura 2024 | 17  | 6  | 4  | 7   | 22  | 32  | -10  | 22  | 10.º                                         | –                                            | 43.1    |
| TOTAL         | 228 | 62 | 50 | 116 | 251 | 409 | -158 | 236 | 12.º                                         | 1 Semifinal                                  | 34.5 %  |

## Goles históricos

### Goles en Liga
| Gol                                            | Fecha                    | Jugador             | Rival                | Resultado | Notas           |
| ---------------------------------------------- | ------------------------ | ------------------- | -------------------- | --------- | --------------- |
| 1                                              | 4 de agosto de 2017      | Luz Ruíz (52')      | Club Necaxa          | 0 - 1     | Primer gol Liga |
| 50                                             | 17 de septiembre de 2018 | Tamara Romero (58') | Club Tigres          | 1 - 2     | Gol número 50   |
| 100                                            | 12 de septiembre de 2020 | Mayra Santana (87') | Mazatlán Fútbol Club | 0 - 3     | Gol número 100  |
| 200                                            | 24 de abril de 2023      | Leidy Ramos (68')   | Club América         | 2 - 1     | Gol número 100  |
| Fecha de actualización: 6 de noviembre de 2023 |                          |                     |                      |           |                 |

## Máximas goleadoras
Actualizado al último partido disputado el: 4 de mayo de 2024

### Máximas goleadoras en liga
| Pos | Nacionalidad | Nombre             | Goles |
| --- | ------------ | ------------------ | ----- |
| 1.º | México       | Leidy Ramos        | 17    |
| 2.º | México       | Fabiola Santamaría | 15    |
| 3.º | México       | Lizette Rodríguez  | 13    |
| 4.º | México       | Luz María Ruíz     | 12    |
| 5.º | México       | Jazmín Enrigue     | 11    |
| 5.º | México       | Zoé Tapia          | 11    |
| 7.º | México       | Melissa Arredondo  | 10    |
| 8.º | México       | Karym Iturbe       | 8     |
| 8.º | México       | Maritza Maldonado  | 8     |
| 8.º | México       | Paulina Cruzado    | 8     |
| 8.º | México       | Sofia Álvarez      | 8     |

| Máximas goleadoras en temporada regular | Máximas goleadoras en temporada regular | Máximas goleadoras en temporada regular | Máximas goleadoras en temporada regular |
| Pos                                     | Nacionalidad                            | Nombre                                  | Goles                                   |
| --------------------------------------- | --------------------------------------- | --------------------------------------- | --------------------------------------- |
| 1.º                                     | México                                  | Leidy Ramos                             | 17                                      |
| 2.º                                     | México                                  | Fabiola Santamaría                      | 15                                      |
| 3.º                                     | México                                  | Luz María Ruíz                          | 12                                      |
| 4.º                                     | México                                  | Jazmín Enrigue                          | 11                                      |
| 4.º                                     | México                                  | Zoé Tapia                               | 11                                      |
| 4.º                                     | México                                  | Lizette Rodríguez                       | 11                                      |
| Máximas goleadoras en liguilla          |                                         |                                         |                                         |
| Pos                                     | Nacionalidad                            | Nombre                                  | Goles                                   |
| 1.º                                     | México                                  | Lizette Rodríguez                       | 2                                       |
| 2.º                                     | México                                  | Fátima Servín                           | 1                                       |
| 2.º                                     | México                                  | Adriana Orozco                          | 1                                       |

### Máximas anotadoras por temporada
| Máximas anotadoras por temporada regular de liga | Máximas anotadoras por temporada regular de liga | Máximas anotadoras por temporada regular de liga |
| Torneo                                           | Jugadora                                         | Goles                                            |
| ------------------------------------------------ | ------------------------------------------------ | ------------------------------------------------ |
| Apertura 2017                                    | Luz María Ruíz                                   | 7                                                |
| Clausura 2018                                    | Melissa Arredondo                                | 5                                                |
| Apertura 2018                                    | Zoé Tapia                                        | 4                                                |
| Clausura 2019                                    | Zoé Tapia                                        | 3                                                |
| Clausura 2019                                    | Paola Espino                                     | 3                                                |
| Apertura 2019                                    | Zoé Tapia                                        | 3                                                |
| Clausura 2020 *                                  | Karym Iturbe                                     | 2                                                |
| Apertura 2020                                    | Lizette Rodríguez                                | 6                                                |
| Clausura 2021                                    | Maritza Maldonado                                | 5                                                |
| Clausura 2021                                    | Lizette Rodríguez                                | 5                                                |
| Apertura 2021                                    | Leidy Ramos                                      | 5                                                |
| Clausura 2022                                    | Sonia Vázquez                                    | 4                                                |
| Clausura 2022                                    | Daniela Sánchez                                  | 4                                                |
| Apertura 2022                                    | Fabiola Santamaría                               | 6                                                |
| Clausura 2023                                    | Leidy Ramos                                      | 3                                                |
| Apertura 2023                                    | Fabiola Santamaría                               | 6                                                |
| Clausura 2024                                    | Jennie Lakip                                     | 5                                                |

| Máximas anotadoras por liguilla | Máximas anotadoras por liguilla              | Máximas anotadoras por liguilla              |
| Torneo                          | Jugadora                                     | Goles                                        |
| ------------------------------- | -------------------------------------------- | -------------------------------------------- |
| Clausura 2020                   | Suspendido debido a la pandemia por COVID-19 | Suspendido debido a la pandemia por COVID-19 |
| Apertura 2020                   | Lizette Rodríguez                            | 2                                            |

## Jugadoras Extranjeras
| Jugadora         | Posición      | Edad    | Procedencia             | Destino          | Duración            |
| ---------------- | ------------- | ------- | ----------------------- | ---------------- | ------------------- |
| Vanessa Córdoba  | Portera       | 30 años | C. D. La Equidad        | D. Cali          | Ap. 2021 - Cl. 2022 |
| Marta Alemany    | Portera       | 27 años | Beach Soccer LA         | Sigue en el club | Ap. 2022 - Presente |
| Deisy Ojeda      | Delantera     | 25 años | C. Olimpia              | Sigue en el club | Cl. 2023 - Presente |
| Stephanie Zúñiga | Mediocampista | 28 años | Medyk Konin             | Agente libre     | Cl. 2023 - Ap. 2023 |
| Jennie Lakip     | Delantera     | 34 años | L. D. Alajuense         | Agente Libre     | Ap. 2023 - Cl. 2024 |
| Solange Lemos    | Delantera     | 22 años | C. Nacional de Football | En el club       | Cl. 2024            |

## Entrenadores
Actualizado al último partido disputado el: 4 de mayo de 2024
| Entrenador       | Temporada     | PJ | PG | PE | PP | TR | GF  | GC  | DIF | PTS | POS                                          | Resultado                                    | EFE (%) |
| ---------------- | ------------- | -- | -- | -- | -- | -- | --- | --- | --- | --- | -------------------------------------------- | -------------------------------------------- | ------- |
| Marco Zamora     | Apertura 2017 | 13 | 5  | 2  | 6  | 1  | 19  | 29  | -10 | 17  | 10.º                                         | Fase de grupos                               | 43.6    |
| Marco Zamora     | Clausura 2018 | 14 | 5  | 3  | 6  | 0  | 21  | 32  | -11 | 18  | 10.º                                         | Fase de grupos                               | 42.9    |
| Marco Zamora     | Total         | 27 | 10 | 5  | 12 | 1  | 40  | 61  | -21 | 35  | 10.º                                         | Fase de grupos                               | 43.2 %  |
| Alberto Arellano | Apertura 2018 | 16 | 4  | 5  | 7  | 0  | 16  | 32  | -16 | 17  | 11.º                                         | Fase de grupos                               | 35.4    |
| Alberto Arellano | Clausura 2019 | 16 | 1  | 3  | 12 | 0  | 17  | 43  | -26 | 6   | 18.º                                         | Fase de grupos                               | 12.5    |
| Alberto Arellano | Total         | 32 | 5  | 8  | 19 | 0  | 33  | 75  | -42 | 23  | 15.º                                         | Fase de grupos                               | 24 %    |
| Félix Martínez   | Apertura 2019 | 18 | 5  | 5  | 8  | 0  | 15  | 32  | -17 | 20  | 13.º                                         | Fase Regular                                 | 37      |
| Félix Martínez   | Clausura 2020 | 10 | 0  | 3  | 7  | 0  | 5   | 27  | -22 | 3   | Suspendido debido a la pandemia por COVID-19 | Suspendido debido a la pandemia por COVID-19 | 10      |
| Félix Martínez   | Total         | 28 | 5  | 8  | 15 | 0  | 20  | 59  | -39 | 23  | 13.º                                         | Fase Regular                                 | 27.4 %  |
| Carla Rossi      | Apertura 2020 | 23 | 8  | 5  | 8  | 0  | 28  | 28  | 0   | 29  | 7.º                                          | Cuartos de final                             | 42      |
| Carla Rossi      | Clausura 2021 | 17 | 6  | 1  | 10 | 0  | 21  | 27  | -6  | 19  | 11.º                                         | Fase Regular                                 | 37.3    |
| Carla Rossi      | Apertura 2021 | 16 | 4  | 4  | 8  | 1  | 19  | 23  | -4  | 16  | 14.º                                         | Fase Regular                                 | 33.3    |
| Carla Rossi      | Clausura 2022 | 17 | 5  | 3  | 9  | 0  | 16  | 29  | -13 | 18  | 12.º                                         | Fase Regular                                 | 35.3    |
| Carla Rossi      | Apertura 2022 | 15 | 3  | 3  | 9  | 0  | 16  | 31  | -15 | 12  | 15.º                                         | Fase Regular                                 | 26.7    |
| Carla Rossi      | Total         | 88 | 26 | 16 | 44 | 1  | 100 | 138 | -38 | 94  | 12.º                                         | 1 Cuartos de final                           | 35.6 %  |
| Leonardo Álvarez | Clausura 2023 | 17 | 4  | 6  | 7  | 0  | 11  | 16  | -5  | 18  | 12.º                                         | Fase Regular                                 | 35.3    |
| Leonardo Álvarez | Total         | 17 | 4  | 6  | 7  | 0  | 11  | 16  | -5  | 18  | 12.º                                         | Fase Regular                                 | 35.3 %  |
| Alberto Arellano | Apertura 2023 | 17 | 6  | 3  | 8  | 0  | 25  | 28  | -3  | 21  | 12.º                                         | Fase Regular                                 | 41.2    |
| Alberto Arellano | Clausura 2024 | 17 | 6  | 4  | 7  | 0  | 22  | 32  | -10 | 22  | 10.º                                         | Fase Regular                                 | 43.1    |
| Alberto Arellano | Total         | 34 | 12 | 7  | 15 | 0  | 47  | 60  | -13 | 43  | 11.º                                         | Fase Regular                                 | 42.2 %  |